# Hemingbrough
El municipio de Apopa, está ubicado al Norte del departamento de San Salvador. Tiene una superficie de 51,84 km² y una población de 131.286 habitantes según el censo oficial de 2007, lo que lo convierte en el sexto municipio más poblado de la nación.
Cuenta con 38 caseríos, 31 urbanizaciones, 38 colonias, 49 lotificaciones, 12 comunidades, 7 residenciales y 4 parcelaciones, haciendo un total de 182 asentamientos poblacionales.
Superficie: 51.84 km²
Población: 185,073 (2017) Organización de las Naciones Unidas
Tiempo: 22 °C, viento del N a 5 km/h, humedad del 84 % weather.com
Código de área: +503
Hoteles: Precio promedio en hotel tres estrellas: USD 53 Ver hoteles
Hora local: miércoles, 00:55
Zonas: Reparto Madre Tierra 2, Colonia Hermita 1, Lot Brisas De Mariona 4, Lot Brisas De Mariona 2.